# Хауррієта
Хауррієта (баск. Jaurrieta, ісп. Jaurrieta) — муніципалітет в Іспанії, у складі автономної спільноти Наварра. Населення — 216 осіб (2009).
Муніципалітет розташований на відстані близько 350 км на північний схід від Мадрида, 42 км на схід від Памплони.

## Демографія
Динаміка населення (INE ):